# Torigea formosana
Torigea formosana är en fjärilsart som beskrevs av Nakamura 1973. Torigea formosana ingår i släktet Torigea och familjen tandspinnare. Inga underarter finns listade i Catalogue of Life.